# Carica di Planck
In fisica, la carica di Planck è l'unità di Planck per la carica elettrica, ed è denotata dalla lettera {\displaystyle q_{P}}. È definita come:
{\displaystyle q_{P}={\sqrt {4\pi \varepsilon _{0}\hbar c}}={\sqrt {2ch\varepsilon _{0}}}={\frac {e}{\sqrt {\alpha }}}}
dove:
{\displaystyle c\ } è la velocità della luce nel vuoto,
{\displaystyle h\ } è la costante di Planck,
{\displaystyle \hbar \equiv {\frac {h}{2\pi }}\ } è la formula ridotta della costante di Planck o della costante di Dirac,
{\displaystyle \varepsilon _{0}\ } è la permittività elettrica
{\displaystyle e\ } è la carica elementare
{\displaystyle \alpha \ }  = (11.70…)−2 è la costante elettromagnetica ("di struttura fine").
Il suo valore espresso come in unità del SI è
{\displaystyle q_{P}\ } =  1,8755459 × 10 −18 [C].

## Derivazione della formula
La formula della Carica di Planck si ottiene, attraverso un semplice calcolo dimensionale, dalla espressione della Forza di Coulomb, che stabilisce quantitativamente la relazione di forza esistente tra due cariche:
{\displaystyle F=k{\frac {q_{1}q_{2}}{d^{2}}}}
dove {\displaystyle \ k} è la costante di Coulomb che vale:
{\displaystyle k={\frac {1}{4\pi \varepsilon _{0}}}=8,99\cdot 10^{9}\ [N][m]^{2}[C]^{-2}}
Se si pone {\displaystyle \ q_{1}=q_{2}=q}, e si sostituisce a {\displaystyle \ k} la sua espressione, si ottiene l'espressione della carica elettrica nella forma:
{\displaystyle q^{2}=Fd^{2}4\pi \varepsilon _{0}}
Sostituendo a {\displaystyle \ F} l'espressione della Forza di Planck,
{\displaystyle F_{P}={\frac {m_{P}c}{t_{P}}}={\frac {c^{4}}{G}}}
e a {\displaystyle \ d} l'espressione della Lunghezza di Planck,
{\displaystyle \ell _{P}={\sqrt {\frac {\hbar G}{c^{3}}}}}
otteniamo, con semplici passaggi matematici, l'espressione cercata per la Carica di Planck.
La carica di Planck non fu originariamente definita da Planck. È una definizione di unità di carica che è un'aggiunta naturale alle altre unità di Planck, ed è stata introdotta in alcune pubblicazioni